# Charles R. Bowers
Pour les articles homonymes, voir Bowers et Bricolo.
Charles R. Bowers (1889, Cresco, Iowa, États-Unis - 26 novembre 1946, Paterson, New Jersey), réalisateur et acteur, est un des pionniers du film d'animation.

## Biographie
Bowers découvre l'animation vers 1912. Il adapte pour le cinéma le comics Pim, Pam et Poum (plus d'une centaine d'épisodes)
De 1915 à 1921, Bowers participe à la réalisation et à la production de quelque 250 épisodes de la série Mutt and Jeff. Il est aidé pendant quelque temps à partir de 1916 par Raoul Barré jusqu'à ce qu'ils se brouillent.
À partir des années 1920, Bowers  tourne des films mêlant animation et prise de vue réelle et développe un univers très personnel à la fois burlesque et loufoque dont il incarne lui-même le personnage principal, un bricoleur invétéré, connu en France sous le nom de Bricolo. Ses inventions comme la machine à rendre les œufs incassables ou le procédé de greffe universelle rappellent l'univers de Rube Goldberg.
En 1939, il collabore au film Pete Roleum and His Cousins  réalisé par Joseph Losey.
Son œuvre, tombée dans l'oubli, sera redécouverte par la Cinémathèque de Toulouse en France.

## Filmographie partielle
- 1918 : A.W.O.L.
- 1926 : Egged on (it) (Pour épater les poules)
- 1926 : Fatal Footstep (Le Roi du charleston)
- 1926 : He Done His Best (Une invention moderne)
- 1926 : Now You Tell One (Non tu exagères !)
- 1926 : A Wild Roomer (Un drôle de locataire)
- 1927 : Enough Is Plenty
- 1927 : Gone Again
- 1927 : He Couldn't Help It
- 1927 : Bricolo inventeur (Many a Slip)
- 1927 : Nothing Doing
- 1927 : Shoosh
- 1927 : Steamed Up
- 1927 : The Vanishing Villain
- 1927 : Why Squirrels Leave Home
- 1928 : Hop Off
- 1928 : Say Ah-h!
- 1928 : There It Is
- 1928 : Whoozit
- 1928 : You'll Be Sorry
- 1930 : It's a Bird
- 1939 : Pete Roleum and his Cousins
- 1940 : Pop and Mom in Wild Oysters

## Vidéographie
- Charley Bowers, un génie à redécouvrir, coffret DVD, éditions Lobster, collection "Retour de flamme".